# Puits-et-Nuisement

Puits-et-Nuisement este o comună în departamentul Aube din nord-estul Franței. În 1 ianuarie 2022 avea o populație de 201 de locuitori.